# Mike Whitby
Pour les articles homonymes, voir Whitby.
 (septembre 2021).
Michael John Whitby, baron Whitby (né le 6 février 1948) est un homme politique britannique du Parti conservateur et chef du conseil municipal de Birmingham de juin 2004 à mai 2012. Jusqu'en 2014, il est l'un des trois conseillers représentant le quartier de Harborne dans l'ouest de la ville. Il est auparavant conseiller au Sandwell Metropolitan Borough Council. Il est nommé pair de travail par David Cameron le 1er août 2013.

## Biographie
Whitby fait ses études à Smethwick à la James Watt Technical Grammar School, ainsi qu'au Michael's Hoven College dans l'Allemagne de l'Ouest de l'époque. Il entreprend ensuite une période de volontariat en Allemagne, aidant à reconstruire les communautés détruites pendant la Seconde Guerre mondiale. Il travaille dans le secteur culturel à Liverpool et enseigne les études commerciales et de gestion. Il est président et directeur général de Skeldings, une société d'ingénierie basée à Smethwick, qui remporte le Birmingham Post Business Award en juin 2001.
Membre de l'Institute of Directors, Whitby est également président de Marketing Birmingham, président de Birmingham Science Park, Aston et membre du conseil d'administration du National Exhibition Centre, de la West Midlands Regional Development Agency Advantage West Midlands et du Greater Birmingham &amp; Solihull Local Enterprise Partnership. Dans le passé, il est également directeur de diverses organisations régionales, notamment la Engineering Employers Federation, la Chambre de commerce, la Birmingham City Region et la Federation of Small Businesses.

## Carrière politique
Whitby rejoint le Parti conservateur en 1979. Il se présente comme candidat aux élections partielles européennes des Midlands-Ouest en 1987, à nouveau pour Midlands-Ouest aux élections du Parlement européen en 1989, puis en tant que candidat au Parlement de Westminster pour Delyn en 1992, bien qu'à chaque fois il ait échoué, il améliore considérablement le vote conservateur. Il est élu en 1997, comme conseiller du quartier Harborne de Birmingham lors d'une élection partielle. Il conserve le siège lors des élections locales de 2010.
En 1998, Whitby devient chef adjoint du groupe conservateur au conseil municipal de Birmingham, devenant finalement chef de groupe en 2003. À la suite des élections locales de 2004, Whitby devient chef du conseil après avoir formé une coalition avec le Parti libéral-démocrate dans le cadre d'un arrangement que Whitby décrit comme un « Partenariat progressiste ».
Le contrôle du Conseil progressiste de Whitby est menacé lors des élections locales de 2011, alors que les conservateurs perdent 6 sièges et les libéraux-démocrates 7 sièges, faisant du Parti travailliste le plus grand groupe du Conseil avec 55 sièges. Les collègues de Whitby suggèrent qu'ils étaient victimes de problèmes nationaux se jouant lors des élections locales. Il perd son poste en 2012.
Le 10 septembre 2013, il est créé pair à vie en prenant le titre de baron Whitby, de Harborne dans la ville de Birmingham.